# سيار بن سلامة
سيار بن سلامة أبو المنهال الرياحي البصري سمع الحديث من أبي برزة الأسلمي وأبي العالية رفيع. سمع منه عوف وشعبة والتيمي.
قال عارم حدثنا سكين بن عبد العزيز سمع سيار بن سلامة سمع أبا برزة عن النبي صلى الله عليه وسلم قال الأمراء من قريش وروى عوف وغيره عن سيار لم يرفعوه.
قال ابن حجر: سيار بن سلامة الرياحي أبو المنهال البصري.
روى عن أبي برزة الاسلمي والبراء السليطى وأبيه سلامة وأبي العالية الرياحي البصري وأبي مسلم الجرمي وغيرهم.
وعنه سليمان التيمى وخالد الحذاء وعوف الأعرابي ويونس بن عبيد وسوار بن عبد الله العنبري الكبير وشعبة وحماد بن سلمة وغيرهم.
قال ابن معين والنسائي: ثقة وقال أبو حاتم صدوق صالح الحديث.
قال ابن حجر: قلت: وقال العجلي بصري ثقة وذكره ابن حبان في الثقات وقال مات سنة (129 هـ) وقال ابن سعد كان ثقة.